# Miniopterus nimbae
Miniopterus nimbae (Monadjem, Shapiro, Richards, Karabulut, Crawley, Nielsen, Hansen, Bohmann & Mourier, 2020) è un pipistrello della famiglia dei Miniotteridi endemico della Liberia.

## Descrizione

### Dimensioni
Pipistrello di piccole dimensioni, con la lunghezza totale di 113 mm, la lunghezza dell'avambraccio di 47,2 mm, la lunghezza della coda di 52 mm, la lunghezza del piede di 9 mm, la lunghezza delle orecchie di 10 mm e un peso fino a 10,5 g

### Aspetto
La pelliccia è lunga, densa e soffice. Il colore generale del corpo è marrone scuro, leggermente più chiaro inferiormente. La fronte è molto alta, il muso è stretto e con le narici molto piccole. Le orecchie sono piccole, triangolari e con l'estremità arrotondata. Il trago è corto, allargato all'estremità e con una leggera rientranza sul bordo anteriore appena sotto di essa. La coda è molto lunga ed è completamente inclusa nell'ampio uropatagio.

### Ecolocazione
Emette ultrasuoni a basso ciclo di lavoro con impulsi di breve durata a frequenza modulata a 48,4 kHz.

## Biologia

### Comportamento
Si rifugia nelle miniere in colonie di 20-30 individui.

### Alimentazione
Si nutre di insetti.

## Distribuzione e habitat
Questa specie è conosciuta soltanto sul Monte Nimba, in Liberia.
Vive tra i 720 e 970 metri di altitudine.

## Conservazione
Questa specie, essendo stata scoperta solo recentemente, non è stata sottoposta ancora a nessun criterio di conservazione.